# Paul Éluard
Paul Éluard (pseud. for Eugène-Emile Paul Grindel, født 1895 i Saint-Denis; død 1952) var en fransk digter. Han var først medlem af den dadaistiske bevægelse for siden at blive en af de ledende skikkelser inden for surrealismen.
Han skrev flere automatskrift-digte og digte skabt over drømme, som Smertens hovedstad (1926) og De frugtbare øjne (1936).
Under 2. verdenskrig var han medlem af modstandsbevægelsen, hvorfor han måtte gå i skjul på et sindssygehospital under foregivelse af at være patient.

## Kærlighedsdigteren
Éluard fik ry som en af Frankrigs største kærlighedsdigtere. Inspiration til digtene fik Éluard fra sine hustruer Gala (Helena Dmitrievna Deluvina Diakonova) og Nusch (Maria Benz). Førstnævnte skilte sig fra Éluard for at gifte sig med kunstneren Salvador Dali, alligevel havde hun fortsat sidespring med eksmanden med Dalis velsignelse. Dali inspireredes også af Gala, men på anden vis, han nød angiveligt caudaulisme, den parafili at nyde at se sin partner have sex med andre - Éluard - som Dali siden inkorporerede i sin kunst.
Surrealisten André Breton karakteriserede Éluard som surrealisten allermest nær surrealismens malere i sin kunst - se for eksempel bogillustrationen ved Max Ernst. Éluard omgikkes malerne Max Ernst, Pablo Picasso, Man Ray og Joan Miró foruden Dali.